# Coram Boy
Coram Boy ist ein historischer Jugendroman der britischen Schriftstellerin Jamila Gavin, der im Jahr 2000 beim Mammoth Verlag veröffentlicht wurde. Die deutsche Erstausgabe erschien 2002 beim Altberliner Verlag. Der Roman wird im Deutschen auch unter dem Titel Die Stimmen des Waldes veröffentlicht.

## Inhalt
Der Roman spielt in England Mitte des 18. Jahrhunderts und behandelt ein dunkles Kapitel der damaligen Zeit: Unter dem Vorwand, sie im Coram Waisenheim unterzubringen, sammeln der Hausierer Otis Gardiner und sein geistig zurückgebliebener Sohn Meshak uneheliche Kinder für viel Geld ein und bringen diese in Wahrheit einfach um. Eines dieser Kinder ist der uneheliche Sohn von Alexander Ashbrook, dessen wohlhabender Vater ihn als seinen Nachfolger für seine Besitztümer sehen möchte. Alexander jedoch lebt ausschließlich für die Musik und muss daher das Elternhaus verlassen und wird von seinem Vater verstoßen. Da Meshak glaubt, die Mutter von Alexanders Sohn wäre ein Engel, entflieht er seinem Vater Otis und bringt den Säugling ins Coram Waisenheim, anstatt ihn im Moor zu ertränken. Dort wächst der kleine Bub unter dem Namen Aaron gemeinsam mit dem dunkelhäutigen Toby auf, dessen Eltern als Sklaven nach Amerika verschifft wurden. Otis wird später für seine Machenschaften vermeintlich gehängt, schafft es allerdings, sich mit Geld freizukaufen und eine neue Identität als Adeliger anzunehmen. Als Wohltäter des Coram Waisenheims setzt Otis seine perfiden Machenschaften fort, indem er vorgibt, ältere Kinder aus dem Heim beruflich zu vermitteln, während sie in Wirklichkeit versklavt werden oder im Orient in Harems landen. Alexander ist in der Zwischenzeit ein erfolgreicher Komponist geworden und mit Hilfe seiner Musik gelingt es ihm, das Herz seines Vaters zu erweichen und im Elternhaus wieder willkommen zu sein. Toby deckt Otis’ Schwindel auf, doch dabei landen er und Aaron beinahe auf einem Sklavenschiff des Verbrechers und bei einem Schwertkampf mit Otis entgeht Alexander nur knapp dem Tod, indem sich ein Jugendfreund von ihm dazwischenwirft und an seiner Stelle stirbt. Das Happy End, in dem Aaron und seine Eltern endlich zusammen finden, hat einen schalen Beigeschmack: Otis kann entkommen und wird für seine Gräueltaten neuerlich nicht zur Rechenschaft gezogen.

## Rezeption
Philip Pullman schreibt im Guardian: „Es entfaltet sich ein reichhaltiges, fast gotisches Drama voller heimtückischer Schurken, kaltherziger Aristokraten, treuer Freunde und leidenschaftlicher Liebhaber, vor dem Hintergrund von Grausamkeit, Musik, Mord und Vernachlässigung von Kindern. Die Geschichte nimmt mit großem Schwung ihren Lauf.“ Geraldine Brennan schreibt in ihrer Rezension: „Die Autorin lässt sich Zeit, die fesselnde Geschichte zu entfalten. Die Leser benötigen eine gewisse emotionale Reife, um den teilweise erschütternden Schilderungen der Gefahren, denen Kinder damals ausgesetzt waren, folgen zu können. Den üblen Listen von Otis und seinen Komplizen stehen nur die oft wirkungslosen guten Taten einiger weniger freundlicher Menschen entgegen […] Dieses Buch zeigt, wie wichtig es ist, für seine Überzeugungen einzustehen.“ Die New York Times lobte Gavin für „ihre gründliche historische Recherche und ihren ‚lyrischen und leuchtenden Stil‘.“

## Auszeichnungen
Coram Boy wurde 2000 in der Kategorie Kinderbuch mit dem Whitbread Children’s Book Award ausgezeichnet und war 2001 auf der Shortlist für die Carnegie Medal.

## Referenzen
Coram Boy ist in dem literarischen Nachschlagewerk 1001 Kinder- und Jugendbücher – Lies uns, bevor Du erwachsen bist! für die Altersstufe 12+ Jahre enthalten.

## Ausgaben
- Coram Boy. Mammoth, UK 2000 (englisch).
- Coram Boy. Altberliner, Deutschland 2002, ISBN 978-3-357-00993-3.
- Die Stimmen des Waldes. Ravensburger, Deutschland 2005, ISBN 978-3-473-58217-4.

## Adaptionen
Das Buch wurde von Helen Edmundson mit Musik von Adrian Sutton für die Bühne adaptiert und in den Saisonen 2005/06 und 2006/07 zweimal im Royal National Theatre aufgeführt. Das Stück erhielt zahlreiche Auszeichnungen, unter anderem mehrere Tony Awards und mehrere Laurence Olivier Awards. 2007 gab es außerdem eine kurze Broadway-Produktion.